# Autopista Radial 2
Die Autopista Radial R-2 oder R-2 ist eine Autobahn in Spanien. Die Autobahn beginnt in Madrid und endet in Guadalajara an der Autovía A-2.

## Größere Städte an der Autobahn
- Madrid
- Alcalá de Henares
- Guadalajara